# Mavi Sürgün
Mavi Sürgün è un film del 1993 diretto da Erden Kiral.

## Riconoscimenti
- 1994 - International Istanbul Film Festival
  - Tulipano d'Oro